# Uferbefestigung der Klinke

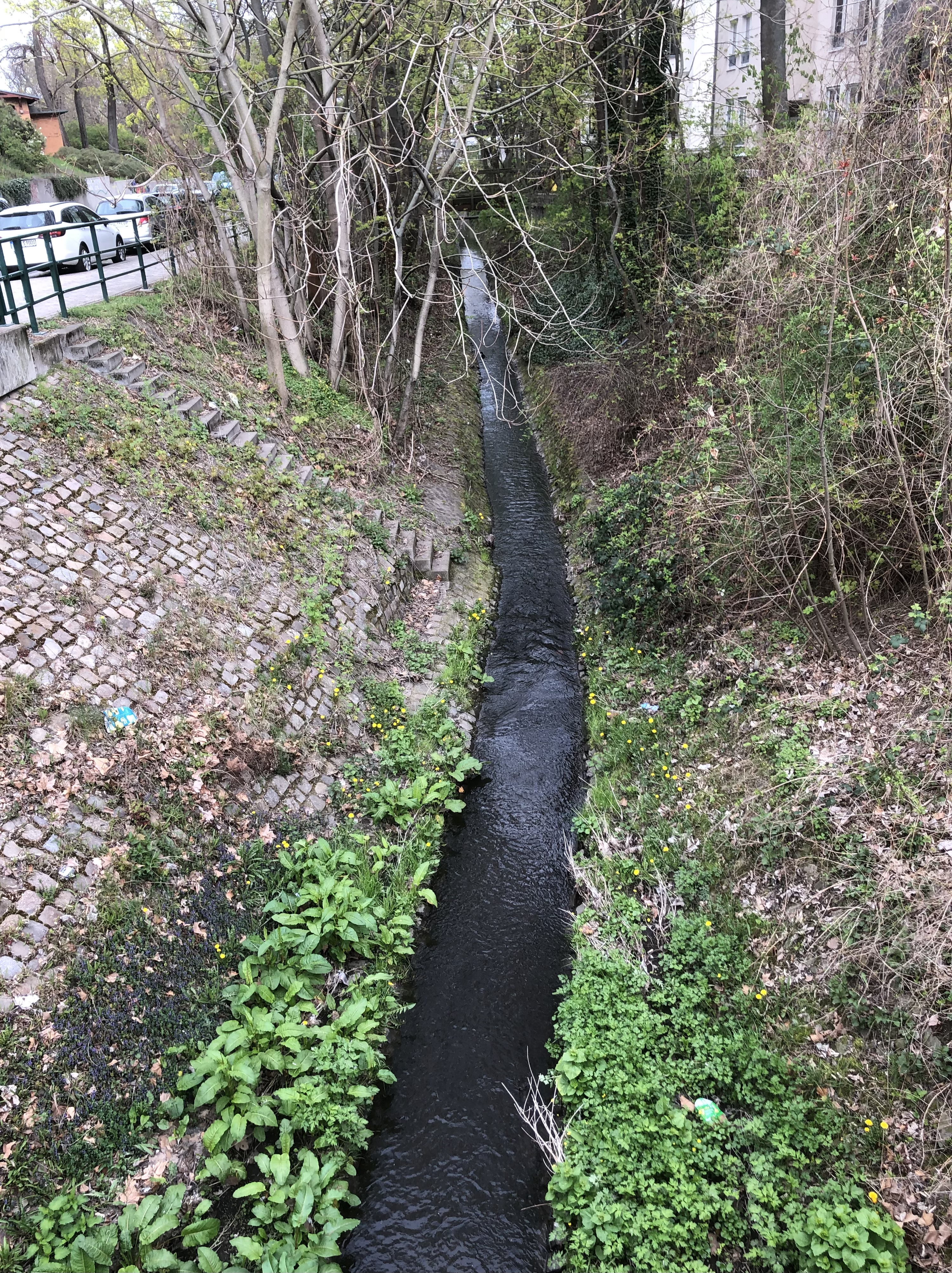
Uferbefestigung der Klinke, 2022

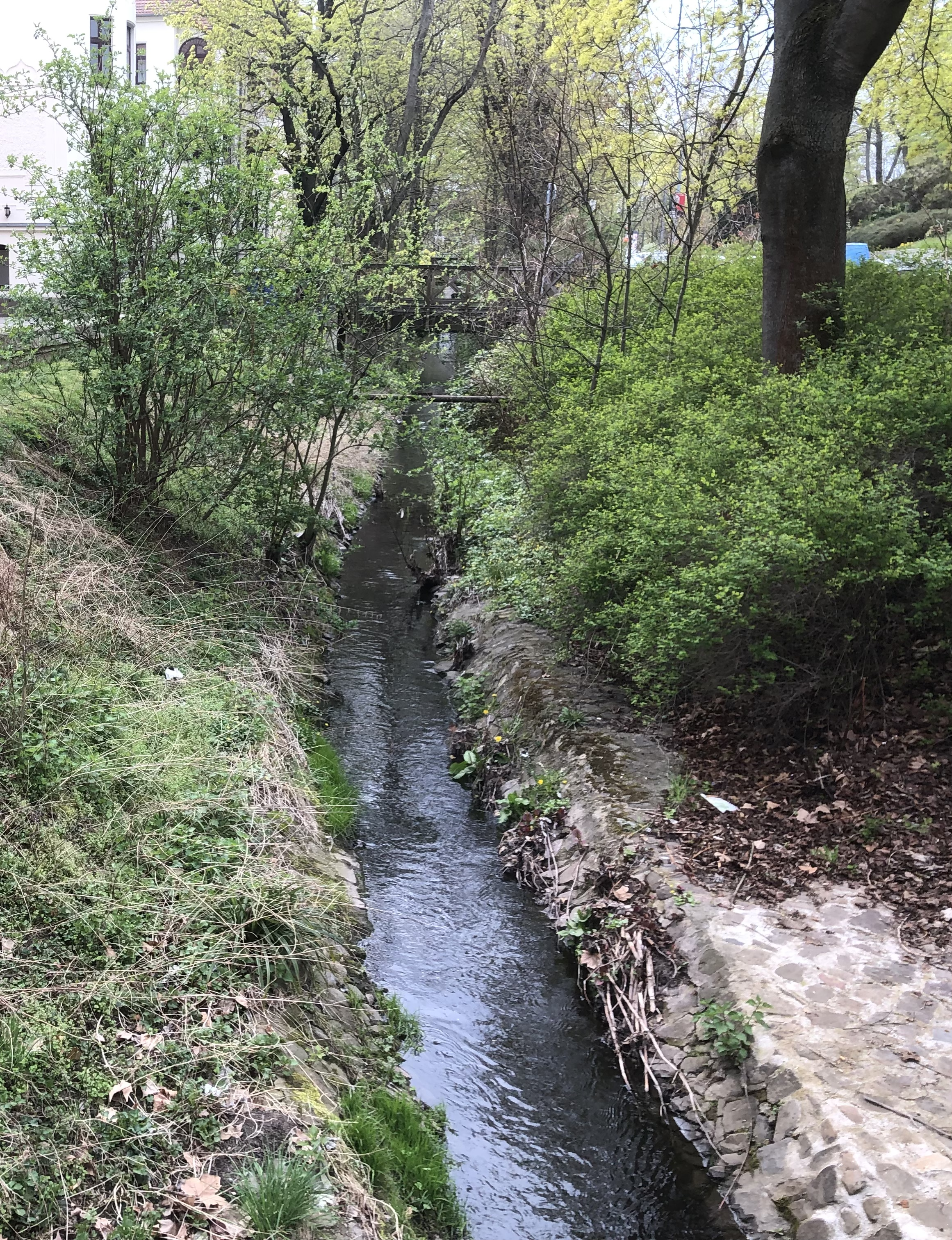
Blick von Osten

Die Uferbefestigung der Klinke ist eine in Teilen denkmalgeschützte Uferbefestigung der Klinke in Magdeburg in Sachsen-Anhalt.

## Verlauf
Die Uferbefestigung nimmt beide Seiten der Klinke ein und erstreckt sich über etwa 1,3 Kilometer vom Bereich an der Carl-Miller-Straße in den Magdeburger Stadtteilen Leipziger Straße und Altstadt und entlang der Schönebecker Straße in Buckau. Nach Unterquerung der Schönebecker Straße verläuft die Klinke mit ihrer Uferbefestigung südlich parallel zur Benediktinerstraße, unterquert die Bleckenburgstraße und mündet schließlich in die Elbe. Im Bereich zwischen Schönebecker Straße und Bleckenburgstraße gilt die Uferbefestigung als denkmalgeschützt. In der Vergangenheit wurden auch Bereiche an der Carl-Miller-Straße und der Schönebecker Straße als denkmalgeschützt bezeichnet. Diese Bereiche verlaufen durch die historischen Glacisanlagen der Festung Magdeburg.

## Architektur und Geschichte
Die Uferbefestigung im heute als denkmalgeschützt geführten Bereich zwischen Schönebecker Straße und Bleckenburgstraße entstand am Anfang des 20. Jahrhunderts im Zuge des Ausbaus der Gegend als Standort für Wohnen mit gehobenem Anspruch. Das Bachbett wurde dabei auf beiden Seiten hoch mit Bruchsteinen eingefasst. An den Hängen der Befestigung befinden sich Ahornbäume.
Im örtlichen Denkmalverzeichnis ist die Uferbefestigung unter der Erfassungsnummer 094 71019 als Baudenkmal verzeichnet.
Die Uferbefestigung gilt als für das Straßenbild bedeutende Grünanlage in räumlicher Nähe zum Klosterbergegarten.